# Antoni Sala i Julià
Antoni Sala i Julià (Barcelona, 1 de novembre de 1893 - Fittleworth, West Sussex, 14 de desembre de 1945) fou un violoncel·lista català amb carrera internacional.
El fons personal d'Antoni Sala i Julià es conserva a la Biblioteca de Catalunya.

## Biografia
Nascut a Barcelona, va començar els seus estudis de piano amb el seu pare Salvador Sala i Pons, però ho va abandonar a l'edat de 7 anys per a tocar el violoncel a l'Escola Municipal de Música de Barcelona sota el mestratge de Josep Soler. Els avenços del jove concertista foren tan ràpids com prodigiosos, ja que en quatre anys acabà els sis cursos amb qualificació honorífica. Molt abans d'acabar els seus estudis, començaren ja les actuacions públiques i la seva carrera com a solista, i fou l'any 1904 que en una d'elles l'acompanyà l'eminent mestre Vidiella. El 1906 actuà a Barcelona, donant concerts al Teatre Principal i Novetats. També, aquest mateix any el coneixen a Brussel·les, Holanda i Anglaterra. Per unanimitat, guanyà les oposicions de violoncel·lista a l'Escola Municipal de Música i és llavors quan, a l'edat de 13 anys fixà la seva residència a París, fins que en esclatar el 1914 la guerra, es traslladà als Estats Units, on romangué nou anys.
A partir de l'any 1912 va començar una extensa gira per Sud-amèrica i el 1914 per Canadà i els Estats Units. L'any 1922 va reaparèixer per Europa un altre cop tocant per París, Londres, Viena, Berlín i el nord d'Europa. La premsa espanyola li dedicà elogis.